# Patricia Lyfoung
Patricia Lyfoung est une autrice de bande dessinée française, née le 18 décembre 1977 à Villeneuve-la-Garenne et morte le 15 janvier 2025 à Fontenay-sous-Bois.
Elle est connue pour ses séries de bande dessinée La Rose écarlate et Les Mythics, parues chez Delcourt, et pour être l'une des premières dessinatrices en France à revendiquer l'influence du manga.

## Biographie
Patricia Lyfoung nait le 18 décembre 1977 à Villeneuve-la-Garenne, dans une famille de huit enfants originaires du Laos. Très tôt passionnée par le dessin, auquel elle est initiée notamment par le visionnage des épisodes du Club Dorothée, elle fait ses études supérieures à l'école Estienne puis aux Gobelins à Paris. Au début des années 2000, elle s'intéresse notamment aux mouvements créant fanzines et manga amateur.
Elle travaille d'abord comme assistante storyboard chez Marathon Animation sur les séries Totally Spies! et Martin Mystère ; l'expérience lui plait, mais elle y regrette les tâches annexes qui restreignent son temps de travail passé à dessiner.
En 2005, elle se tourne alors vers la bande dessinée et publie le tome 1 de La Rose écarlate chez Delcourt, avec l'envie de combler le manque d'offre de bandes dessinées pour adolescents. Elle explique que sa passion des costumes, des décors et des aventures romantiques rythmées lui est venue lorsqu'elle regardait la série animée Lady Oscar. La Rose écarlate est un succès : en 2015, la série s'est écoulée à 1,2 million d'exemplaires vendus. Avec sa direction artistique évoquant les mangas japonais, la bande dessinée fait également de Lyfoung l'une des premières dessinatrices en France à revendiquer cette influence. Une version anglophone de la série est publiée aux États-Unis par l'éditeur américain PaperCutz.
En 2012, Lyfoung commence la série Un prince à croquer, qui raconte l'histoire d'un jeune prince bien décidé à fuir son mariage arrangé.
L'année suivante, elle commence une série dérivée de La Rose écarlate et appelée La Rose écarlate - Missions. Elle racontera les aventures de Maud et du Renard entre les tomes 6 et 7 de la série originelle.
En mars 2018, l'autrice publie une nouvelle série jeunesse avec son mari, Philippe Ogaki, et Patrick Sobral. Intitulée Les Mythics, la série suit six jeunes héros qui combattent le Mal. Six tomes étaient prévus, mais la série en est à son 22e tome et un 23e est en production.
En 2019, elle évoque une « envie profonde » d'adapter le roman Raison et Sentiments de Jane Austen.
Patricia Lyfoung meurt à Fontenay-sous-Bois le 15 janvier 2025,, à l’âge de 47 ans.

## Albums
- La Rose écarlate, éditions Delcourt

1. Je savais que je te rencontrerais (juin 2005, scénario et dessin, couleur avec Philippe Ogaki)
2. Je veux que tu m'aimes ! (juin 2006, scénario et dessin, couleur avec Philippe Ogaki)
3. J'irai où tu iras (mai 2007, scénario et dessin, couleur Philippe Ogaki)
4. J'irai voir Venise (mai 2008, scénario et dessin, couleur Philippe Ogaki)
5. Je serai toujours avec toi (avril 2009, scénario et dessin, couleur Philippe Ogaki)
6. Je crois que je t'aime (avril 2010, scénario et dessin, couleur Philippe Ogaki)
7. Tu seras toujours à moi (juin 2011, scénario et dessin, couleur Philippe Ogaki, Fleur D.)
8. Où es-tu ? (octobre 2012, scénario et dessin, couleur Philippe Ogaki, Fleur D.)
9. Me pardonneras-tu ? (octobre 2013, scénario et dessin, couleur Philippe Ogaki, Fleur D.)
10. Tu aurais dû me laisser mourir (octobre 2014, scénario et dessin, couleur Philippe Ogaki, Fleur D.)
11. Peux-tu comprendre cela ? (octobre 2015, scénario et dessin, couleur Nephyla, Philippe Ogaki)
12. Tu m'as ouvert les yeux (octobre 2016, scénario et dessin, couleur Karina Lyfoung, Philippe Ogaki, Fleur D.)
13. Elle a tellement changé (octobre 2017, scénario et dessin, couleur Linda Aksonesilp, Philippe Ogaki, Fleur D.)
14. Elle m'a toujours protégé (octobre 2018, scénario, dessin avec Karina Lyfoung, couleur Linda Aksonesilp, Philippe Ogaki, Fleur D.)
15. Elle rend le monde meilleur (avril 2019, scénario et dessin, couleur Linda Aksonesilp, Philippe Ogaki, Fleur D.)
16. Il me fait confiance (novembre 2019, scénario et dessin, couleur Linda Aksonesilp, Philippe Ogaki, Fleur D.)
17. Il est toujours là  (novembre 2020, scénario et dessin, couleur Maureen Sansone, Philippe Ogaki, Linda Aksonesilp)
18. Elle est de retour (novembre 2021, scénario et dessin, couleur Philippe Ogaki)
19. Nous sommes liés (novembre 2022, scénario et dessin, couleur Benjamin Pottier, Philippe Ogaki, Maureen Sansone, Agnès Loup)
20. Nous sommes deux (novembre 2023, scénario et dessin, couleur Benjamin Pottier, Philippe Ogaki, Maureen Sansone, Agnès Loup)
21. Nous nous connaissons depuis si longtemps (novembre 2024, scénario et dessin, couleur Benjamin Pottier, Philippe Ogaki, Maureen Sansone, Agnès Loup)

- La Rose écarlate - Missions, éditions Delcourt

1. Le spectre de la Bastille 1/2 (novembre 2013, scénario, dessin Jenny, Mister Choco Man, couleur Philippe Ogaki, Fleur D.)
2. Le spectre de la Bastille 2/2 (mai 2014, scénario, dessin Jenny, Mister Choco Man, couleur Philippe Ogaki, Fleur D.)
3. La dame en rouge 1/2 (mai 2015, scénario, dessin Jenny, couleur Philippe Ogaki, Fleur D.)
4. La dame en rouge 2/2 (juin 2016, scénario, dessin Jenny, Mister Choco Man, couleur Karina Lyfoung, Philippe Ogaki, Yvan Roche)
5. La belle et le loup 1/2 (mai 2017, scénario, dessin Jenny, Alexis Coridun, couleur Linda Aksonesilp, Philippe Ogaki, Fleur D.)
6. La belle et le loup 2/2 (mai 2018, scénario, dessin Jenny, Mister Choco Man, couleur Linda Aksonesilp, Philippe Ogaki, Fleur D.)
7. Souvenirs d’Écosse 1/2 (août 2019, scénario, dessin Jenny, couleur Linda Aksonesilp, Philippe Ogaki, Fleur D.)
8. Souvenirs d’Écosse 2/2 (septembre 2020, scénario, dessin Jenny, couleur Maureen Sansone, Philippe Ogaki, Linda Aksonesilp)
9. La fiancée de la mer 1/2 (mai 2022, scénario, dessin Jenny, couleur Philippe Ogaki)
10. La fiancée de la mer 2/2 (octobre 2024, scénario, dessin Jenny, couleur Philippe Ogaki)

- La Rose écarlate, albums annexes, éditions Delcourt

1. Album de coloriage (mai 2017, scénario et dessin, couleur avec Philippe Ogaki)
2. Mon cahier de jeux (mai 2017, scénario et dessin, couleur avec Philippe Ogaki)
3. Crée ta BD (juin 2018, scénario avec Laureen Bouyssou, dessin, couleur avec Philippe Ogaki)

- Un prince à croquer, éditions Delcourt

1. Entrée (avril 2012, scénario et dessin, couleur Fleur D.)
2. Plat (mai 2013, scénario et dessin, couleur Fleur D.)
3. Entremets (avril 2015, scénario et dessin, couleur Fleur D., Jin Ruukyu)
4. Desserts (avril 2016, scénario et dessin, couleur Fleur D.)

- Comme ton ombre (juillet 2010, scénario, dessin et couleur Manboou), éditions Soleil

- Les Mythics, scénario avec Patrick Sobral, Philippe Ogaki et Fabien Dalmasso, éditions Delcourt

1. Yuko (mars 2018, dessin Jenny et Mister Choco Man, couleur Magali Paillat et Valériane Duvivier)
2. Parvati (juin 2018, dessin Alice Picard, couleur Magali Paillat)
3. Amir (septembre 2018, dessin Philippe Ogaki, couleur Magali Paillat)
4. Abigail (novembre 2018, dessin Dara, couleur Magali Paillat)
5. Miguel (janvier 2019, dessin et couleur Jérôme Alquié)
6. Neo (mars 2019, dessin Frédéric Charve, couleur Magali Paillat)
7. Hong Kong (septembre 2019, dessin Alice Picard, couleur Magali Paillat)
8. Saint-Pétersbourg (octobre 2019, dessin Zimra,couleur Magali Paillat)
9. Stonehenge (mars 2020, dessin et couleur Jérôme Alquié)
10. Chaos (août 2020, dessin Jenny, couleur Magali Paillat)
11. Luxure (novembre 2020, dessin Dara, couleur Magali Paillat)
12. Envie (avril 2021, dessin Alice Picard, couleur Magali Paillat)
13. Paresse (septembre 2021, dessin Zimra, couleur Magali Paillat)
14. Avarice (novembre 2021, dessin Rachele, couleur Magali Paillat)
15. Gourmandise (avril 2022, dessin Alice Picard, couleur Magali Paillat)
16. Orgueil (août 2022, dessin Dara, couleur Magali Paillat)
17. Colère (novembre 2022, dessin Alice Picard, couleur Magali Paillat)
18. Le pardon (mai 2023, dessin Miya, couleur Magali Paillat)
19. Hypérion (septembre 2023, dessin Rachele, couleur Magali Paillat)
20. Thétys (novembre 2023, dessin Guillaume Lapeyre, Alexandre Desmassias, couleur Magali Paillat)
21. Océanos (mai 2024, dessin Miya, couleur Magali Paillat)
22. Cronos (août 2024, dessin Miya, couleur Magali Paillat)
23. Théia (novembre 2024, dessin Philippe Ogaki, couleur Magali Paillat)
24. Réha (mai 2025, dessin Miya, couleur Magali Paillat)
25. Ouranos (août 2025, dessin Alice Picard, couleur Magali Paillat)